# Eupithecia rajata
Eupithecia rajata là một loài bướm đêm trong họ Geometridae.